# レオンティン・プライス
- レオンタイン・プライス

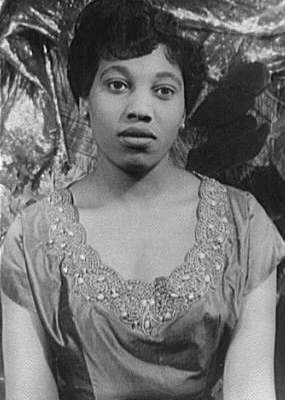
レオンティン・プライス（1951年）

レオンティン・プライス（Leontyne Price、1927年2月10日 - ）は、アメリカ合衆国出身のソプラノ歌手。

## 人物
ミシシッピ州ローレルの生まれ。1937年にオーク・パーク高等専門学校に進学し、そこの合唱団の団員として歌を学ぶ。セントラル・ステート大学に進学したが、歌の才能を認められ、ジュリアード音楽院で奨学生としてフローレンス・ペイジ・キンボールに学ぶ。
1952年にダラスで歌手デビューし、1955年にはNBCのオペラ放送に参加して名声を得た。1957年にはサンフランシスコ歌劇場でフランシス・プーランクの『カルメル派修道女の対話』の上演、その翌年にはヘルベルト・フォン・カラヤンの招きでウィーン国立歌劇場のジュゼッペ・ヴェルディの『アイーダ』の上演にそれぞれ参加して名声を得た。1958年にはコヴェントガーデン王立歌劇場、1960年にはミラノ・スカラ座、1961年にはメトロポリタン歌劇場に登場し、国際的なオペラ歌手としての地歩を固めた。1985年にオペラから引退したが、リサイタル歌手としての活動は継続した。

## 出演オペラ
- 『アイーダ』 アイーダ役[5]
- 『魔笛』 パミーナ役[6][7]
- 『ドン・ジョヴァンニ』 ドンナ・アンナ役[8][9]
- 『蝶々夫人』 蝶々さん役[10][11]
- 『イル・トロヴァトーレ』 レオノーラ役[12]
- 『トゥーランドット』 リュー役[13]
- 『西部の娘』 ミニー役[14]
- 『トスカ』 トスカ役[15]
- 『エルナーニ』 エルヴィーラ役[16]
- 『エフゲニー・オネーギン』 タチアーナ役[17]
- 『コジ・ファン・トゥッテ』 フィオルディリージ役[18]
- 『仮面舞踏会』 アメリア役[19]
- 『アントニーとクレオパトラ』 クレオパトラ役[20]
- 『運命の力』 レオノーラ役[21]
- 『マノン・レスコー』 マノン役[22]
- 『ナクソス島のアリアドネ』アリアドネ役[23]